# Креволадосола
Креволадо̀сола (на италиански: Crevoladossola, на местен диалект: Creula, Креула, на пиемонтски: Creussa, Креуса) е малко градче и община в Северна Италия, провинция Вербано-Кузио-Осола, регион Пиемонт. Разположено е на 292 m надморска височина. Населението на общината е 4765 души (към 2010 г.).